# 堀無手右衛門
堀 無手右衛門 （ほり むずえもん、生年不詳-1575年）は、戦国時代の武将。武田勝頼の叔父である一条信龍の家臣。堀 武手右衛門とも。

## 略歴
天正3年5月（1575年）、長篠の戦いで織田・徳川連合軍を相手に殿を務め、戦死した。
愛知県新城市八束穂に墓がある。しかし、『甲陽軍鑑』では1580年の膳の城の戦いにおいて一条信龍の家臣である浅見清太夫、中根七右衛門らと共に堀の名が見られることから長篠の戦いで戦死していないとも言われる。